# Theora mesopotamica
Theora mesopotamica – gatunek małży z rodziny Semelidae. Współcześnie zasiedla północno-zachodnią część Zatoki Perskiej, natomiast jego szczątki subfosylne znane są z terenu Iraku.

## Taksonomia
Szczątki subfosylne gatunku zostały odkryte przez szkockiego zoologa Nelsona Annandale w czwartorzędowych, piaszczystych osadach słodkowodnych w okolicy An-Nasirijja, w południowej części Iraku, w 1918 roku. Annadale opisał gatunek i nadał mu nazwę Corbula (Erodona) mesopotamica. W 1957 roku pracujący dla British Petroleum brytyjski paleontolog Frank Eames i jego współpracownik G. Wilkins odkryli na terenie irackiego jeziora Hawr al-Hammar kopalne szczątki małża i niezależnie od opisu Annadale nadali mu naukową nazwę Abra cadabra. W 1995 P. Graham Oliver przeniósł gatunek opisany przez Eamesa i Wilkinsa do rodzaju Theora. W 2005 roku Jean-Claude Plaziat i Woujdan Younis zsynonimizowali T. cadabra z C. mesopotamica, stąd ostateczna nazwa to Theora mesopotamica.

## Opis
Muszla jest mała i cienka, o asymetrycznych połówkach różnych rozmiarów: u holotypu połówka prawa ma 8,5 mm szerokości i 5,5 mm wysokości, a połówka lewa 8 mm szerokości i 5,4 mm wysokości. Długość muszli wynosi około półtorakrotności jej wysokości. Z przodu muszla jest zaokrąglona, z tyłu prawie ścięta, a pośrodku umiarkowanie nabrzmiała. Szczyty muszli są małe, nieco spiczaste, położone bliżej je przedniego niż tylnego końca. Grzbietowa krawędź muszli jest od szczytu do górnego końca krawędzi przedniej nieco wypukła, a od szczytu do części tylnej prosta i opadająca. Dolna krawędź jest wypukła i równomiernie zakrzywiona. Powierzchnia górnej części muszli jest delikatnie, nieregularnie, poprzecznie, koncentrycznie rowkowana.